# Мекорьюк (Аляска)
Мекорьюк (англ. Mekoryuk; нунивак-чупикский: Mikuryarmiut) — город в зоне переписи населения Бетел, штат Аляска, США. Население по данным переписи 2010 года составляет 191 человек.

## История
Остров Нунивак был населён нунивармутами (чупигами).
Первый контакт местного населения с европейцами выпал на 1821 год, с появлением исследователей из Российско-американской компании. Тогда здесь проживало около 400 человек в 16 деревнях.
По данным переписи Ивана Петрова в 1880 году в 9 деревнях жили 702 юпика, из них 117 человек проживали в деревне Кут, расположенной вблизи современного Мекорьюка. После эпидемии 1900 года в деревне остались только 4 семьи.
В 1930-х годах в Мекорьюке была построена евангелическая церковь, а в 1939 году — школа. Многие люди переехали в деревню из других районов острова из-за близости школы. В 1920 году сюда было привнесено оленеводство. В 1934 году из Гренландии на остров Нунивак были привезены 34 овцебыка с целью сохранения вида. Сейчас стадо овцебыков составляет около 500 особей, а телята из этого стада в свою очередь были перевезены и выселены в другие районы Аляски.
К середине XX века Мекорьюк становится единственным постоянным населённым пунктом острова. В 1957 году был построен аэропорт, а в 1978 году была построена старшая школа. Мекорьюк получил статус города 24 сентября 1969 года.

## География
Город расположен на острове Нунивак, который находится в Беринговом море, примерно в 48 км от дельты реки Юкон. Площадь города составляет 19,1 км², из которых 19,1 км² — суша и 0 км² — открытые водные поверхности.

## Население
По данным переписи 2000 года население города составляло 210 человек. Расовый состав: коренные американцы — 90,48 %; белые — 3,33 % и представители двух и более рас — 6,19 %. Латиноамериканцы всех рас составляли 0,48 %.
Из 73 домашних хозяйств в 31,5 % — воспитывали детей в возрасте до 18 лет, 45,2 % представляли собой совместно проживающие супружеские пары, в 15,1 % семей женщины проживали без мужей, 34,2 % не имели семьи. 32,9 % от общего числа домохозяйств на момент переписи жили самостоятельно, при этом 2,7 % составили одинокие пожилые люди в возрасте 65 лет и старше. В среднем домашнее хозяйство ведут 2,88 человек, а средний размер семьи — 3,77 человек.
Доля лиц в возрасте младше 18 лет — 32,4 %; лиц от 18 до 24 лет — 6,7 %; от 25 до 44 лет — 29,0 %; от 45 до 64 лет — 22,4 % и старше 65 лет — 9,5 %. Средний возраст населения — 36 лет. На каждые 100 женщин приходится 116,5 мужчин; на каждые 100 женщин в возрасте старше 18 лет — 136,7 мужчин.
Средний доход на совместное хозяйство — $30 833; средний доход на семью — $33 750. Средний доход на душу населения — $11 958. Около 13,7 % семей и 21,9 % жителей живут за чертой бедности.
Динамика численности населения города по годам:
| 1950 | 1960 | 1970 | 1980 | 1990 | 2000 | 2010 |
| ---- | ---- | ---- | ---- | ---- | ---- | ---- |
| 156  | 242  | 249  | 160  | 177  | 210  | 191  |

## Транспорт
Город обслуживается небольшим аэропортом Мекорьюк.